# یان آپل
یان آپل (انگلیسی: Jan Appel) یک سیاست‌مدار اهل آلمان است. 